# After the Hunt
 (mars 2025).
Si vous disposez d'ouvrages ou d'articles de référence ou si vous connaissez des sites web de qualité traitant du thème abordé ici, merci de compléter l'article en donnant les références utiles à sa vérifiabilité et en les liant à la section « Notes et références ».
Pour plus de détails, voir Fiche technique et Distribution.
After the Hunt est un thriller américano-italien réalisé par Luca Guadagnino, dont la sortie est prévue en 2025.

## Fiche technique
- Titre original : After the Hunt
- Réalisation : Luca Guadagnino
- Scénario : Nora Garrett
- Photographie : Malik Hassan Sayeed
- Montage : Marco Costa
- Musique : Trent Reznor et Atticus Ross
- Producteurs : Brian Grazer, Luca Guadagnino, Jeb Brody et Allan Mandelbaum
- Sociétés de production : Metro-Goldwyn-Mayer, Imagine Entertainment, Frenesy Film Company et Big Indie Pictures
- Sociétés de distribution : Amazon MGM Studios (États-Unis), Sony Pictures Releasing International (Italie et France)
- Pays d'origine :  États-Unis -  Italie
- Format : couleur - 1.85:1
- Genre : thriller
- Date de sortie :
  -  Italie : 16 octobre 2025
  -  États-Unis :
    - 10 octobre 2025 (sortie limitée)
    - 17 octobre 2025 (sortie nationale)

## Distribution
- Julia Roberts : Alma Olsson
- Andrew Garfield : Henrik Gibson
- Ayo Edebiri : Maggie Price
- Michael Stuhlbarg : Frederik Olsson
- Chloë Sevigny : Kim
- Thaddea Graham